# Орьенте (Куба)

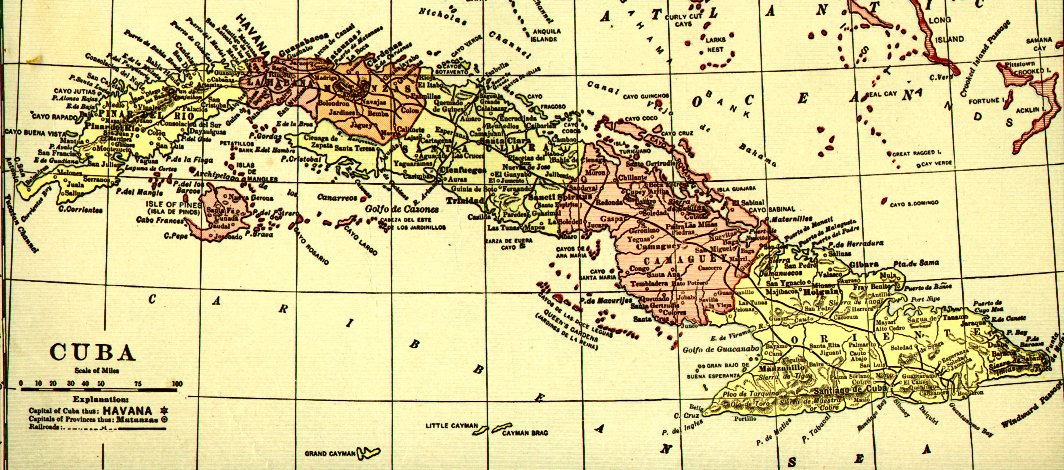
Карта Кубы 1910—1920 гг. с изображённой на ней провинцией Орьенте (крайняя справа)

Орье́нте (исп. Oriente, дословно — «восток») — историческая область-провинция на восточной оконечности острова Куба.

## История
До 1905 года провинция носила название Сантьяго-де-Куба.
После Кубинской революции 1959 года в провинции началось активное развитие системы здравоохранения. Только за период с начала 1959 до 1963 года в Орьенте были построены 28 новых больниц, а в 1962 году — создан санаторий для лечения детей, больных туберкулёзом.
В 1976 году провинция Орьенте была разделена на 5 новых провинций:

Лас-Тунас
Гранма
Ольгин
Сантьяго-де-Куба
Гуантанамо

Несмотря на то, что разделение провинции Орьенте состоялось довольно давно, в разговорной речи это название широко используется до сих пор.